# Mark Amodei
Mark Eugene Amodei (Carson City, 12 giugno 1958) è un politico statunitense, membro della Camera dei Rappresentanti per lo stato del Nevada.

## Biografia
Nato a Carson City in una famiglia di origini italiane e irlandesi, Amodei si arruolò nell'esercito mentre studiava legge all'università e dopo essersi laureato entrò a far parte dei JAG; si congedò quattro anni dopo col grado di capitano e, tornato nel Nevada, esercitò la professione di avvocato.
Entrato in politica con il Partito Repubblicano, nel 1996 venne eletto all'interno della legislatura statale, l'Assemblea del Nevada. Due anni dopo fu eletto nella camera alta della legislatura statale, il Senato di stato del Nevada, dove rimase per dodici anni.
Nel 2010 si candidò al Senato per il seggio occupato dal democratico in carica Harry Reid, ma dopo poco abbandonò la corsa. L'anno successivo, quando il deputato Dean Heller venne nominato senatore dal governatore del Nevada per sostituire John Ensign, Amodei si candidò per il seggio vacante alla Camera dei Rappresentanti e riuscì a vincere le elezioni speciali indette per assegnare il seggio. Fu poi riconfermato nelle successive tornate elettorali.